# Полковник-Желязово
Полко́вник-Желя́зово (болг. Полковник Желязово) — село в Кирджалійській області Болгарії. Входить до складу общини Крумовград.

## Населення
За даними перепису населення 2011 року у селі проживала 601 особа.
Національний склад населення села:
| Національність   | Кількість осіб | Відсоток |
| ---------------- | -------------- | -------- |
| турки            | 306            | 64,0%    |
| болгари          | 93             | 19,5%    |
| цигани           | 0              | 0%       |
| інша             | 23             | 4,8%     |
| не визначились   | 56             | 11,7%    |
| Всього відповіли | 478            |          |

Розподіл населення за віком у 2011 році:
Динаміка населення: